# 利州西路
利州西路，宋朝时设置的路。
1144年，南宋分利州路为利州东路、利州西路。西路的治所是沔州（今陕西省略阳县）。西路管辖沔州、西和州（今甘肃省西和县）、凤州（今陕西省凤县）、成州（今甘肃省成县）、阶州（今甘肃省武都区）、文州（今甘肃省文县）、龙州（今四川省江油市北）、天水军（今甘肃省天水市南）。元朝废除。